# Nemophas cyanescens
Nemophas cyanescens är en skalbaggsart som beskrevs av Jordan 1898. Nemophas cyanescens ingår i släktet Nemophas och familjen långhorningar. Inga underarter finns listade i Catalogue of Life.